# Фрисон, Альберто
Альберто Фрисон (итал. Alberto Frison; род. 22 января 1988) — итальянский футболист, вратарь.

## Клубная карьера

### Тревизо
Родился в городе Мирано, Венеция. Фрисон начал свою профессиональную карьеру в молодёжном клубе Тревизо, за который выступал на протяжении семи лет. В 2006 году Фрисон был отправлен в первую команду, где был четвёртым вратарём (после Влады Аврамова, Алекса Сордаза и Максиминио Монтресора. В июне 2007 года футболист был отправлен в аренду в Высший дивизион Профессиональной лиги в Манфредонию. В Манфредонии Фрисон стал первым вратарём, однако он не смог помочь клубу избежать вылета в низший дивизион.
30 июня 2008 года Фризон вернулся в Тревизо, а в сезоне 2008/09 закрепился в первой команде в качестве дублёра основного вратаря Кордаза. Однако уже 1 сентября игрок был передан в совместное владение в клуб Серии B Виченцу за 300 000 евро, в обмен на Маттео Гардальбена, переехавшего из Виченцы в Тревизо за 50 000 евро.

### Виченца
Фризон официально перешёл в Виченцу в последний день летнего трасферного окна 2008 года. В Виченце Фрисон стал вторым вратарём клуба, уступив ветерану клуба Марко Фортину, однако Фрисону всё же удалось поучаствовать в восьми матчах клуба. В июне 2009 года Виченца окончательно приобрёл права на футболиста, доплатив Тревизо ещё 5 000 евро. Летом 2009 года бывший клуб игрока обанкротился.
В сезоне 2009/10 Фризон продолжал быть вторым вратарём, но появлялся на поле чаще, чем два других вратаря клуба (Кристиан Цициони и Хосе Рокки). 18 января 2010 года Фрисон на шесть месяцев отправился в аренду в клуб Серии А Дженоа. В Виченцу в совместное владение отошёл вратарь Данило Руссо. В Дженоа футболист стал третьим вратарём после Марко Амелии и АлессиоСкарпи. Несмотря на то, что Фрисон так и не провёл за Дженоа ни одного официального матча, ему удалось сыграть один товарищеский матч за клуб в конце сезона.
Фрисон вернулся в Виченцу 30 июня 2010 года, в преддверии сезона 2010/11. После возвращения в клуб, Фрисон провёл сразу двенадцать матчей в первой половине сезона, став основным голкипером клуба. Однако 19 января 2011 года игрок был ещё раз отправлен в аренду, на этот раз в Фрозиноне. 31 января 2011 года из Фрозиноне в Виченцу был отправлен Пьерлуиджи Фраттали. Футболист стал основным вратарём и в Фрозиноне, проведя за клуб семнадцать матчей. 30 июня 2011 года, после истечения срока аренды, Фрисон вернулся в Виченцу.
После возвращения в Виченцу Фрисон взял 88-й номер и начал конкурировать с ветераном клуба Паоло Ачербисом. Вскоре Фрисон занял место в основном составе команды и в сезоне 2011/12 провёл за клуб 45 матчей во всех турнирах, включая 41 матч в лиге. В январе 2012 года Фрисоном интересовались многие клубы, однако игрок остался в Виченце, но предотвратить вылет клуба в более низкий дивизион Фрисон не смог.

### Катания
6 июля 2012 года Фрисон перешёл в Катания на правах совместного владения, заключив с клубом пятилетний контракт. Общая стоимость трансфера составила 650 000 евро, причём защитник Катании Раффаэле Импарато достался Виченцебесплатно. По мнению некоторых футбольных экспертов, Фрисон, мог конкурировать с вратарём сборной Аргентины Мариано Андухаром за место в основном составе, после аренды Хуана Пабло Каррисо в Лацио, ухода Томаша Кошицкого в Новаре и истечения контракта Андреа Кампаньолы. После перехода в сицилийский клуб, Фрисон стал вторым вратарём команды после Андхуара, и провёл всего три матча в Кубке Италии 2012/2013. Вскоре состоится дебют вратаря в Серии А: случилось это в гостевом матче против Милана 28 апреля 2013 года, после получения Андухаром трёхматчевой дисквалификации. 5 мая 2013 года Фрисон провёл первый «сухой матч» свои (победа 3:0 над Сиеной). В июне 2013 года Катания выкупила футболиста из Виченцы, доплатив ещё 700 000 евро.
Фрисон стал основным вратарём клуба в сезоне 2013/14, однако клубу это не помогло — по итогам сезона клуб вылетел в Серию B.
В январе 2015 года Фрисон был отправлен в аренду в Сампдорию.
Из-за скандала с договорными матчами, в начале сезона 2015/16 Катания была отправлена в Серию C. 31 августа 2015 года новичок Серии B Салернитана арендовала Фрисона с обязательством подписать его по окончании сезона. В то же время Катания получила Луку Ливерани (подписавшего однолетний контракт), нападающих Андреа Руссотто и Каэтано Калилу. Однако 2 сентября Фрисон стал свободным агентом.

### Самбенедеттезе
4 августа 2016 Фрисон был подписан Самбенедеттезе, сроком на один год.

## Международная карьера
С 2004 года Фрисон был задействован в матчах национальной сборной только на товарищеском уровне. Фрисон попал в предварительную заявку Италии на чемпионат Европы среди юношей до 17 лет, на который Италия квалифицировалась автоматически в качестве хозяйки турнира, однако в окончательную заявку на турнир игрок не попал. Свой единственный матч за юношескую сборную Италии футболист провёл в 2005 году.
Играл за молодёжню сборную Италии на турнире четырёх наций сезона 2007/08... В дальнейшем играл лишь во внутренних товарищеских матчах сборной.
1 октября 2010 года Фрисон получил приглашение в молодёжную сборную страны. Фрисон был в заявке на чемпионате Европы 2011 года среди молодёжных команд, однако в основном составе команды не выходил.

## Личная жизнь
Фрисон — сын бывшего вратаря Лоренцо Фризона, который играл за такие команды, как Палермо и Пескара в 1970-х и 1980-х годах.